# Laccoptera sedecimmaculata
Laccoptera sedecimmaculata es una especie de insecto coleóptero de la familia Chrysomelidae.
Fue descrita científicamente en 1856 por Carl Henrik Boheman .